# Diastase
A diastase ou diástase é uma enzima de origem vegetal com a função de catalisar a hidrólise, primeiro do amido em dextrina e imediatamente a seguir, em açúcar ou glucose. A Alfa-amilase decompõe o amido numa série de dissacarídeos: maltose, maltotriose trissacarídea e oligossacarídeos conhecidos como dextrinas.

## História
A diastase foi a primeira enzima a ser descoberta. Foi obtida pela primeira vez em 1833 a partir de uma solução de malte por Anselme Payen e Jean-François Persoz, dois químicos de uma refinaria de açúcar francesa. A designação diastase tem origem no grego διάστασις [diástasis] — «substituição», já que, quando se aquece o preparado da cerveja, a diastase faz com que o amido das sementes de cevada se transforme rapidamente em açúcar solúvel.